# Корвина
Корвина (Corvina) е червен винен сорт грозде, произхождащ от Италия. Отглежда се основно в района на Венето, Североизточна Италия.
Познат е и с наименованията Корвина нера и Корвина Веронезе.
Дава най-добри добиви на хълмисти терени с вулканични или варовикови почви. Късносреещ сорт, устойчив на сиво гниене, склонен към прераждане.
Гроздовете са едри, плътни, конични, често двураменни. Зърната са средни, тъмносини, закръглени или овални, покрити с плътен налеп. Кожицата е дебела.
От гроздето се приготвят леки, слабо оцветени вина с плодов аромат. Купажиран заедно със сортовете Рондинела (Rondinella) и Молинара (Molinara) стои в основата на известните италиански вина Валполичела (Valpolicella) и Бардолино (Bardolino) – леки червени вина от североизточна Италия.